# Kidentai
Kidentai (jap. 紀伝体, dt. „biografische Historiografie“) bezeichnet eine Form der ostasiatischen Geschichtsschreibung, die sich im Unterschied zur chronologischen Ordnung (編年体, hennentai, Annalistik) an den Biografien historischer Persönlichkeiten orientiert.
Als solches ist sie primär ein Strukturelement der Geschichtsschreibung, also nicht fiktionaler Schriften. Als strukturelles Element ist der kidentai-Stil jedoch auch eine Eigenschaft der historischen Erzählungen (rekishi monogatari) Japans. Die monogatari-Literatur hat in Japan nachhaltig auf die Geschichtsschreibung eingewirkt und nach Jürgen Bernd zur Entstehung einer eigenständigen, von China unabhängigen, Literatursprache beigetragen. Die chronologische und biografische Ordnung wird durch eine dritte Art der Geschichtsschreibung, durch die thematisch strukturierte Annalistik (紀事本末体, kiji honmatsutai) komplettiert.

## Formen
Hongi (本紀)
zeichnet chronologisch Ereignisse und Vorfälle auf, die in Verbindung mit einem Tennō oder Herrschergeschlecht stehen. Ein Beispiel ist das Kōso honki (acht maki) des chinesischen Geschichtswerks Shiji.
Seika (世家)
das Seika umfasst im  Unterschied zum honki Ereignisse, die die Feudalfürsten (etwa die daimyō) betreffen. Beispiele sind die Aufzeichnungen zum Staat Zhao (趙世家, chōseika) oder die Aufzeichnungen über Konfuzius im Shiji.
Retsuden (列伝)
verzeichnet das Leben einer einzelnen Person, meist eines Staatsbeamten und in diesem Zusammenhang häufig auch die Sitten und Bräuche fremder Völker.
Shi (志)
geschichtliche Aufzeichnung zur Astronomie, Geografie, Institutionen, Riten und Musik unterteilt nach Sachgebieten.
Hyō (表)
verschiedene Arten chronologischer Tabellen im Umfang eines Jahres oder Monats.
Saiki (載記)
Aufzeichnungen über unabhängige Herrschafts- und Machtbereiche in unterschiedlichen Regionen. Sie ähneln den seika darin, dass sie die auch von Lehnsherren berichten, die sich den Herrschaftsanspruch des Tennō anmaßten, unterscheiden sich hingegen darin, dass sie auch zahlreiche Helden aus bewaffneten Auseinandersetzungen und die Ursprünge der Auseinandersetzung zum Gegenstand haben. Erstmals im Jin Shu verwendet.
Shushishō (修史詔)
im Shushishō sind kaiserliche Erlasse kompiliert oder auch Kopien von Schriftstücken versammelt, die auf kaiserlichen Erlass hin angefertigt wurden.
Shii (四夷)
besitzt als geschichtliche Aufzeichnung zu Einzelpersonen fremder Völker im Verhältnis zu den aufgelisteten Formen eine gewisse Eigenständigkeit.
Kokugokai (国語解)
Darstellung fremder Dynastien und der Eigentümlichkeiten fremder Sprachen mit beigefügten Erklärungen; Beispiel: Liao Shi (遼史, Geschichte Liaos).

## Kennzeichen
Im Unterschied zur „Annalistik“, dem hennentai, der die Informationen zu Ländern und Personen chronologisch erfasst, ist die „biografische Historiografie“ (kidentai) von Wiederholungen und Redundanzen geprägt. Diese Eigenschaft macht sie hingegen leichter verständlich. Bedingt durch die Frühlings- und Herbstannalen (chinesisch 春秋, Pinyin Chūnqiū) wurde in China zunächst die chronologisch sortierte Annalistik verwendet. Dies änderte sich zugunsten des kidentai mit dem Shiji des chinesischen Historikers Sima Qian. Die 24 Dynastiegeschichten etwa verwenden den kidentai Stil, ebenso das japanische Geschichtswerk Dainihon-shi (大日本史).
Daneben existieren zudem Aufzeichnungen im „kiji honmatsutai“-Stil, die als „thematische Annalistik“ geschichtliche Ereignisse erzählend und mit Handlung darbietet. Aufzeichnungen im kokushitai (国史体) befassen sich ausschließlich mit japanspezifischen und in chronologischer Ordnung aufgezeichneten Ereignissen. Aus dieser Form der geschichtlichen Aufzeichnung entwickelte sich der kanbunden (漢文伝), die in Kanbun verfassten Biografien.